# Synchrotron

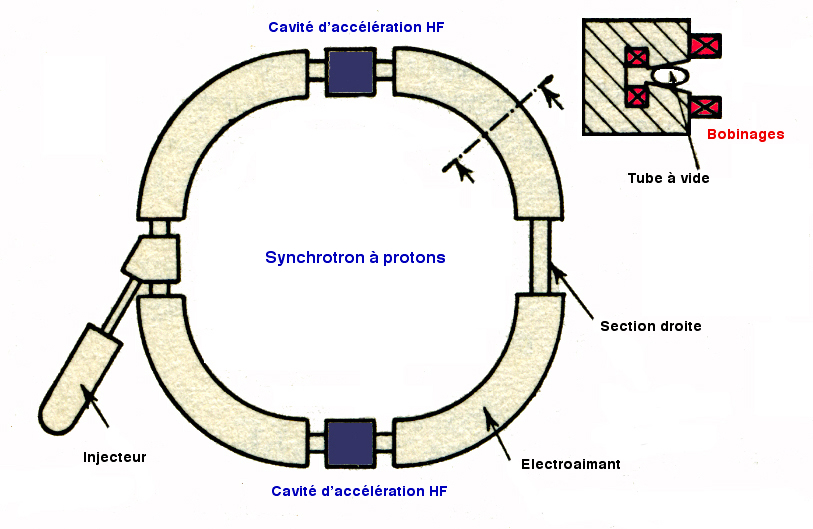
Schéma d'un synchrotron à protons - vue en plan et section d'un électroaimant.

Un synchrotron est un instrument électromagnétique de grande taille destiné à l'accélération à haute énergie de particules élémentaires. Le plus grand accélérateur de type synchrotron est le Grand collisionneur de hadrons (LHC) de 27 km de circonférence, proche de Genève en Suisse, construit en 2008 par l'Organisation européenne pour la recherche nucléaire (CERN).

## Perspective historique
Le principe du synchrotron a été presenté pendant la seconde guerre mondiale, en 1943, par le Dr Oliphant à Birmingham. Les premiers projets américains (Brookhaven et Berkeley, 1947), suivirent de près l'invention du synchrocyclotron. Pour dépasser les limites des cyclotrons, liées aux particules relativistes, il a été imaginé de faire varier la fréquence de la tension accélératrice de façon qu'elle reste synchronisée avec le moment de passages des particules. L'accélération doit être pulsée et la phase de la tension accélératrice doit être réglée pour que les particules restent groupées (il faut éviter l'extension des paquets de particules le long de leur trajectoire).
Le synchrotron est un instrument pulsé permettant l'accélération à haute énergie de particules stables chargées. Comme le cyclotron, il contraint les particules à tourner en rond entre les pôles d'électro-aimants disposés en anneau. Les particules sont accélérées à chaque tour. Pour les maintenir confinées dans le cercle, on ajuste le champ magnétique à l'énergie atteinte par les particules. Les particules sont injectées en salves dans l'anneau à bas champ magnétique, accélérées à mesure que croît le champ, puis éjectées quand ce dernier a atteint son maximum. On recommence alors avec une nouvelle salve. La stabilité de phase permet aux particules les plus lentes de recevoir une tension accélératrice plus haute que celle appliquée aux particules les plus rapides. Ainsi les particules de la salve restent groupées.
Après la seconde guerre mondiale des synchrotrons successifs ont dépassé l'énergie symbolique de 1 GeV vers 1950, 30 GeV en 1960, 500 GeV en 1972, 1 TeV dans les années 1980. Le synchrotron à protons de 6 GeV a produit les premiers antiprotons à Berkeley en 1956. Entre 1955 et 1970 (Berkeley, Brookhaven, CERN) des synchrotrons à protons ont permis la découverte de résonances, du neutrino muonique, de la violation de la symétrie CP.
Les grands synchrotrons à protons ont proposé des faisceaux de toutes sortes de particules, même instables ou neutres. Pions, kaons, antiprotons, muons, neutrinos ont été créés et ont permis d'explorer le proton et d'identifier les quarks. Les machines du Fermilab (500 GeV) et du CERN (SPS, 450 GeV) ont projeté des particules sur d'autres particules au repos (cible fixe) puis ont été transformées en collisionneurs (proton-antiproton) pour monter en énergie.

## Principe de fonctionnement d'un synchrotron à protons

### Synchrotron à protons à gradient constant
- Lorsqu'on impose au rayon de l'orbite d'accélération d'être constant, les deux variables champ magnétique et fréquence HF ne sont plus indépendantes. On doit ajuster la fréquence HF sur la montée du champ magnétique. L'avantage d'un rayon constant de l'orbite d'équilibre est qu'il suffit que le champ magnétique de guidage soit présent sur une couronne centrée sur cette orbite, et non plus sur toute la surface du cercle (comme dans le cyclotron).

- La pièce maîtresse du synchrotron est un aimant annulaire composé d'un certain nombre de secteurs magnétiques raccordés par des sections droites. L'alimentation pulsée de l'électro-aimant nécessite une grande puissance. À cause de l'aimantation rémanente du matériau magnétique, il n'est pas possible de démarrer l'accélération à une énergie nulle ce qui implique un système d'injection (accélérateur électrostatique ou linéaire).

- Le système HF d'accélération utilise des cavités résonnantes excitées par un amplificateur HF de puissance.

### Focalisation par gradients alternés
Une contrainte technique limite l'énergie maximale des particules accélérées. Elle est liée au mouvement latéral des particules. Sous l'action des forces électro-magnétiques les particules ont tendance à osciller autour de la trajectoire théorique, la trajectoire centrale. Dans un premier temps les constructeurs ont construit de plus gros électro-aimants, avec des chambres à vide de grandes dimensions. Ces synchrotrons à focalisation faible n'ont donné que des faisceaux peu intenses (Doubna, URSS, 10 GeV).
À Brookhaven en 1952 une nouvelle méthode de guidage a permis de faire progresser la technique du synchrotron (et des accélérateurs linéaires). Pour diminuer la taille et le poids des éléments magnétiques il faut focaliser le faisceau grâce à l'alternance de secteurs magnétiques à indice fortement positif et à indice fortement négatif. Les pièces polaires des aimants ont été dessinées pour que les champs magnétiques complexes produisent un effet focalisant sur les particules qui y circulent. Au lieu d'être parallèles, les extrémités des pièces polaires des aimants sont inclinées, les inclinaisons de deux aimants successifs étant opposées (on parle de gradients alternés). Il y a stabilité verticale et stabilité radiale du mouvement lorsque le synchrotron est constitué par une succession d'aimants à indices de champ alternés. La focalisation forte permet de réduire la taille des aimants, celle des tubes à vide, la consommation électrique. Deux appareils ont été construits sur les prédictions théoriques : au CERN en 1959 (diamètre 200 m, circonférence 600 m, énergie du faisceau 25 GeV) et au Brookhaven National Laboratory, Long Island (NY) en 1960 (diamètre 200 m, circonférence 600 m, énergie du faisceau 30 GeV).

### Composition
Un synchrotron se compose principalement des éléments suivants :
- un petit accélérateur, l'injecteur, qui prépare les particules à faible énergie ;
- des aimants de courbure (dipôles), maintenant les particules sur une trajectoire grossièrement circulaire (elle peut être interrompue par des sections rectilignes) ;
- des cavités accélératrices destinées à augmenter – ou maintenir – l'énergie des particules tournant tout autour de l'anneau ;
- des aimants de focalisation/défocalisation (quadripôles, sextupôles, octupôles...) qui servent à maintenir la forme du faisceau. Ils jouent le même rôle que des lentilles convergentes et divergentes.
- tout un ensemble d'appareillages annexes : alimentation électrique des aimants de courbure et des cavités, systèmes à ultravide, sondes de contrôle de position et de forme du faisceau, systèmes d'injection et d'éjection, systèmes de refroidissement, etc.

Les particules sont maintenues dans un vide extrêmement poussé, tout autour de l'anneau, à l'intérieur d'un tube de forme torique.
La caractéristique du synchrotron est que l'intensité du champ magnétique de l'anneau est maintenue adaptée de façon synchrone à l'énergie du faisceau de particules, afin de les maintenir sur une trajectoire fixe. Il peut en outre y avoir un second anneau, avec des particules tournant en sens inverse, afin de réaliser des collisions entre particules avec une énergie utilisable très élevée. Ce sont des collisionneurs.
On distingue principalement, par leurs contraintes de construction, deux types de synchrotrons ou de collisionneurs :
- les synchrotrons à protons (ou à antiprotons) destinés à l'étude de l'interaction forte ;
- les synchrotrons à électrons ou à positrons. Les collisionneurs comme LEP servent à l'étude de l'interaction électrofaible.

## Fonctionnement d'un synchrotron générateur de lumière synchrotron

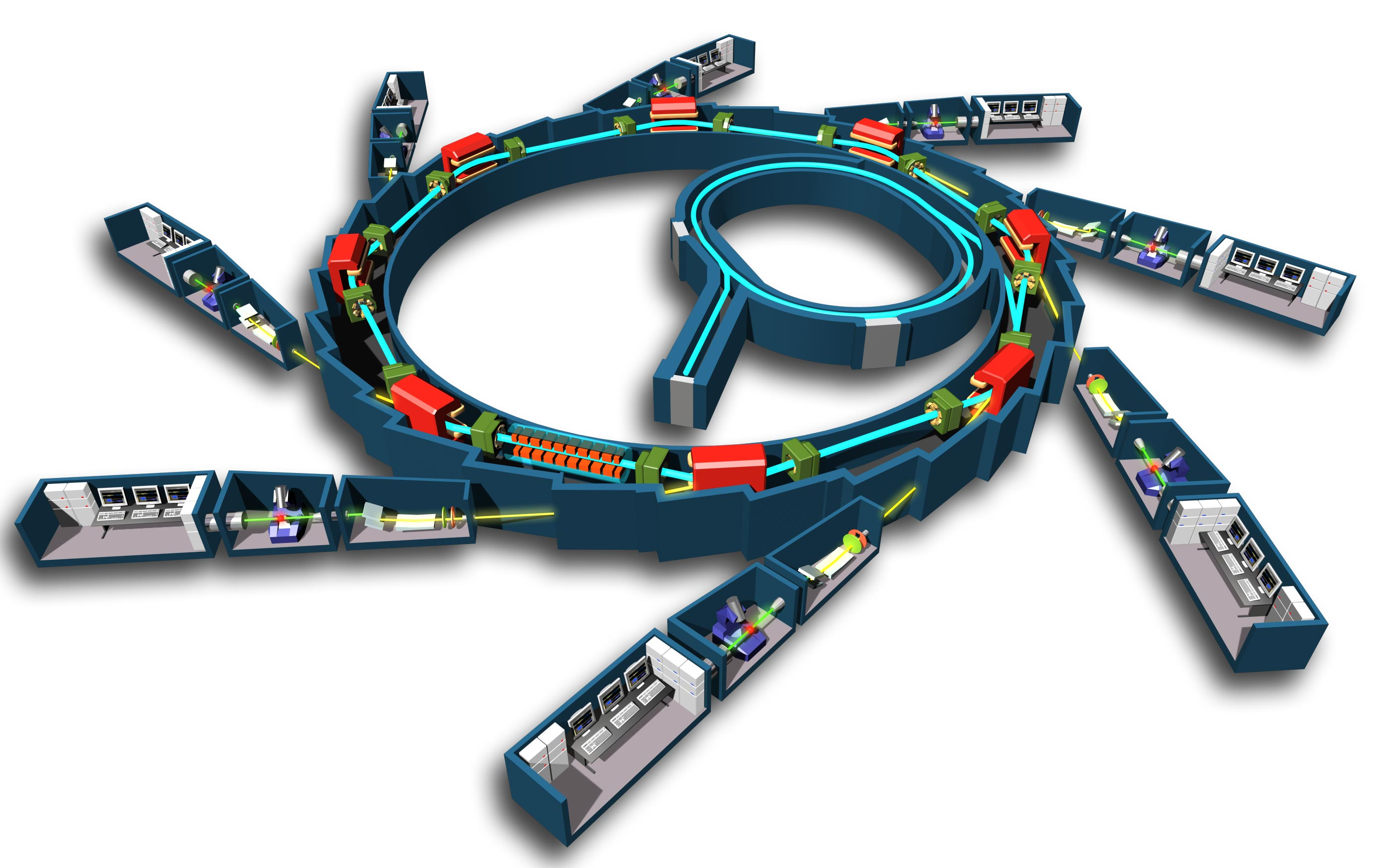
Schéma de principe du synchrotron montrant les différentes lignes de lumière.

En raison de la faible masse des électrons, l'accélération occasionnée par la courbure de leur trajectoire génère une onde électromagnétique, le rayonnement synchrotron. Ce rayonnement est collecté à différents endroits du tore, les lignes de lumière. Chaque faisceau lumineux rencontre ensuite des lentilles, miroirs ou monochromateurs afin de sélectionner la gamme de longueurs d'onde et de modifier les caractéristiques du faisceau (taille, divergence) qui sera utilisé dans l'expérience. « Au bout » de chaque ligne de lumière est monté un échantillon de matière servant de cible. Les photons (ou les électrons) éjectés lors de l'interaction du faisceau incident avec la cible sont détectés par des appareils de mesure ponctuels, linéaires ou bidimensionnels (caméra CCD, image plate). Suivant la taille de l'anneau, jusqu'à des dizaines d'expériences peuvent être menées simultanément.
Le circuit que traversent les électrons est constitué d'un tube de quelques mm² de section dans lequel règne un vide poussé (10−10 torr, soit 10−13 atm). Ce vide est nécessaire pour éviter que les électrons ne heurtent des molécules d'air et ne soient éjectés du faisceau.
Un paquet d'électrons, formant un faisceau fin comme un cheveu, est d'abord accéléré dans un accélérateur linéaire (Linac) jusqu'à une vitesse très proche de celle de la lumière. Puis le faisceau d'électrons passe dans un accélérateur circulaire appelé anneau d'accélération : le but de cet anneau est d'augmenter l'énergie des électrons jusqu'à atteindre environ 2 GeV (à des vitesses proches de celle de la lumière, une accélération change très peu la vitesse, mais influe sur l'énergie de la particule). Cette valeur de l'énergie de fonctionnement n'est qu'approximative, et dépend du synchrotron.
Une fois que les électrons ont atteint l'énergie voulue, ils sont injectés dans l'anneau de stockage (beaucoup plus grand que l'anneau d'accélération, il atteint plusieurs centaines de mètres de circonférence), où ils vont faire des centaines de milliers de tours chaque seconde.
En une journée, les paquets d'électrons ont fait des milliards de tours dans l'anneau de stockage. À chaque tour, les électrons perdent un peu leur énergie (de l'ordre de quelques MeV par tour selon les accélérateurs) par le rayonnement qu'ils émettent. Pour compenser ce phénomène, des cavités accélératrices sont disposées autour de l'anneau pour ré accélérer les électrons et leur rendre leur énergie nominale. Aussi, malgré le vide très poussé qui règne dans le tube, les collisions qui se produisent entre les électrons et les molécules résiduelles d'air font diminuer le courant du faisceau. Pour compenser ce phénomène, un remplissage de l'anneau est effectué environ trois fois par jour.

### Aimants de courbure
L'anneau de stockage n'est pas parfaitement circulaire. Il est constitué d'une trentaine de segments rectilignes. À la jonction entre deux segments, on trouve un aimant de courbure. C'est un gros électro-aimant générant un champ magnétique entre 1 et 2 teslas (et donc relié à un circuit de refroidissement efficace) orienté perpendiculairement à la trajectoire des électrons. Ce champ dévie les électrons et les aligne dans l'axe du segment suivant. Ainsi, la trajectoire des électrons est un polygone de forme quasiment circulaire.
Au niveau de ces aimants de courbure, les électrons subissent une accélération. D'après la théorie électromagnétique, cela se traduit par un rayonnement, dit rayonnement de freinage : c'est le rayonnement synchrotron. Ce rayonnement polychromatique de photons (dont le spectre est relativement large, et peut s'étendre de l'infrarouge lointain aux rayons X durs) est émis tangentiellement à la trajectoire des électrons. À cause d'effets relativistes, l'ouverture angulaire du faisceau est extrêmement faible (de l'ordre du milliradian). Le faisceau de photons, qui se sépare du faisceau d'électrons, est envoyé dans les lignes de lumière. Comme les électrons sont groupés en paquets dans l'anneau de stockage, le rayonnement synchrotron est émis sous forme d'impulsions de très courte durée.

### Éléments d'insertion
Pour obtenir des faisceaux de photons encore plus intenses, les synchrotrons de troisième génération contiennent ce que l'on appelle des « éléments d'insertion ». Ce sont des aimants situés au milieu de chaque segment, en plus des aimants de courbure habituels.
Il en existe deux types : les wigglers (tortilleurs), et les ondulateurs. Les deux consistent en des aimants fournissant un champ magnétique alternatif. Au niveau de ces éléments, les électrons subissent de nombreuses accélérations successives, ce qui crée un rayonnement synchrotron bien plus intense que celui créé par un simple aimant de courbure. On place évidemment une ligne de lumière au niveau de chaque élément d'insertion.
La différence entre un wiggler et un ondulateur réside simplement dans la période d'oscillation du champ alternatif (cette période n'est pas anodine, et a des conséquences en matière d'interférences et de largeur de spectre du faisceau synchrotron émis).

### Utilisations
La lumière synchrotron possède des caractéristiques exceptionnelles par comparaison aux sources de lumière classiques disponibles en laboratoire : son spectre d'émission s'étend de l'infrarouge aux rayons X avec une brillance (petite taille, intensité) exceptionnelle, le rayonnement est stable, pulsé, et avec une forte cohérence spatiale et temporelle. Il peut ainsi être comparé à un laser accordable sur une grande gamme de fréquences spectrales, depuis l'infrarouge lointain jusqu'aux rayons X durs pour les synchrotrons de 3e génération.
Il permet, par ses propriétés, l'accès à de nombreuses expériences, mises en œuvre sur des «lignes de lumière», véritables laboratoires fonctionnant en parallèle à partir d'un même anneau de stockage :
- dans les rayons X :
  - fluorescence, pour la détermination de la composition élémentaire
  - absorption, par exemple pour l'étude de cinétiques chimiques
  - diffraction, par exemple pour la cristallographie de protéines
  - microtomographie
  - spectroscopie de photo-émission…
- dans l'ultraviolet et le VUV :
  - spectroscopie
  - dichroïsme circulaire
- dans l'infrarouge :
  - micro-spectrométrie à transformée de Fourier

Ces expériences concernent des domaines très variés, allant de la chimie et la physique fondamentales, à l'analyse de matériaux archéologiques (voir par exemple la plateforme patrimoine et archéologie au synchrotron SOLEIL) ou d'organismes microscopiques. Elles peuvent également être employées à des fins industrielles.

#### Utilisation du rayonnement synchrotron après monochromatisation
Le rayonnement synchrotron émis est polychromatique. Son utilisation principale est néanmoins comme source monochromatique, en plaçant, entre le dispositif expérimental et la source de lumière synchrotron, un monochromateur (cristal diffracteur, réseau + fente sélectrice). Les conditions de diffraction données par la loi de Bragg nous dit en effet que selon l'angle d'incidence du faisceau polychromatique sur un cristal, on obtient plusieurs faisceaux monochromatiques déphasés dans lesquelles la longueur d'onde désirée est sélectionné spatialement et collimatée. La longueur d'onde obtenue peut être variée très précisément, notamment pour mesurer l'évolution de l'absorption d'un échantillon au voisinage d'un seuil donné et en déduire des informations chimiques sur l'élément étudié dans le matériau.

#### Utilisation directe de la source polychromatique
La polychromaticité est également employée directement pour faire des expériences de diffraction de Laue en faisceau blanc, de l'absorption de rayons X rapide à l'aide d'un cristal courbe, de la spectroscopie infrarouge à transformée de Fourier à l'aide d'un interféromètre de Michelson.

## Les synchrotrons dans le monde

### Synchrotrons en fonctionnement

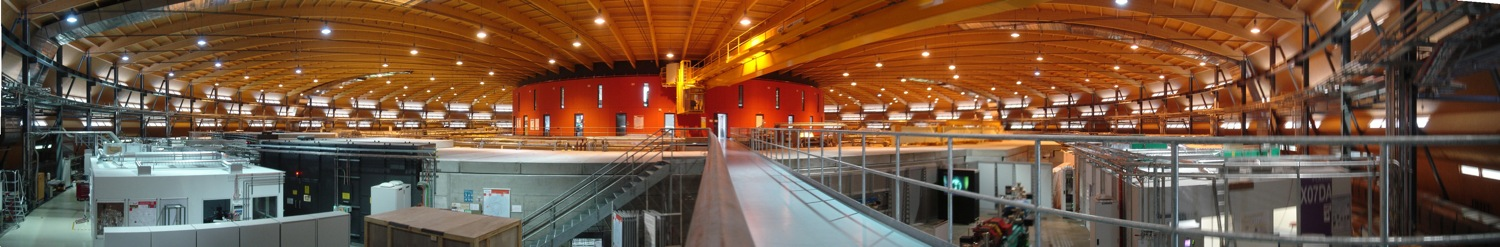
Panorama du Swiss Light Source, à l'Institut Paul Scherrer (PSI), Suisse.

Europe :
- Allemagne : ANKA (en) (2003[4]), BESSY II (en) (1998[5]), PETRA III (2009), HASYLAB[6] ;
- Espagne ALBA (en) (2012[7])
- France : l'European Synchrotron Radiation Facility (Grenoble, 1994[8])
- France : SOLEIL[9] (inauguré en décembre 2006)
- Grande-Bretagne : DIAMOND (2007[10])
- Italie : ELETTRA (en) (1994[11])
- Suède : MAX IV (en) (2016[12])
- Suisse : Swiss Light Source (2001, SLS[13])

Asie :
- Australie : Australian Synchrotron (en)[14] ;
- Chine : Shanghai Synchrotron Radiation Facility (en) (SSRF) [15]
- Japon : SPring-8 (1997[16])

Amériques :
- Brésil : Laboratório Nacional de Luz Síncrotron (LNLS) (1997[17], Campinas-SP)
- Canada : Canadian Light Source (en) (Centre canadien de rayonnement synchrotron) (2004[18])
- États-Unis : SSRL (1973), APS (1995[19]), ALS (en) (1993[20])

### Synchrotrons fermés
- en France : ACO (Anneau de Collisions d'Orsay), SUPER-ACO et DCI (Dispositif de Collision dans l'Igloo[21]) dont les noms évoquent bien leur utilisation initiale comme collisionneurs, fermés en décembre 2003
- en Allemagne : BESSY I (démantelé en 1997), dotation de l'Allemagne à la communauté scientifique du Moyen-Orient en Jordanie (Sesame[22]), HERA, fermé en 2007
- Suède : MAXI, MAXII, MAXIII (1987, 1995, 2000, 2016[23],[24])

### Synchrotrons en construction
- synchrotron brésilien SIRIUS[25],[26]
- synchrotron polonais : SOLARIS[27]
- synchrotron iranien : ILSF (Iranian Light Source Facility) [28],[29],[30]